# Постников овраг

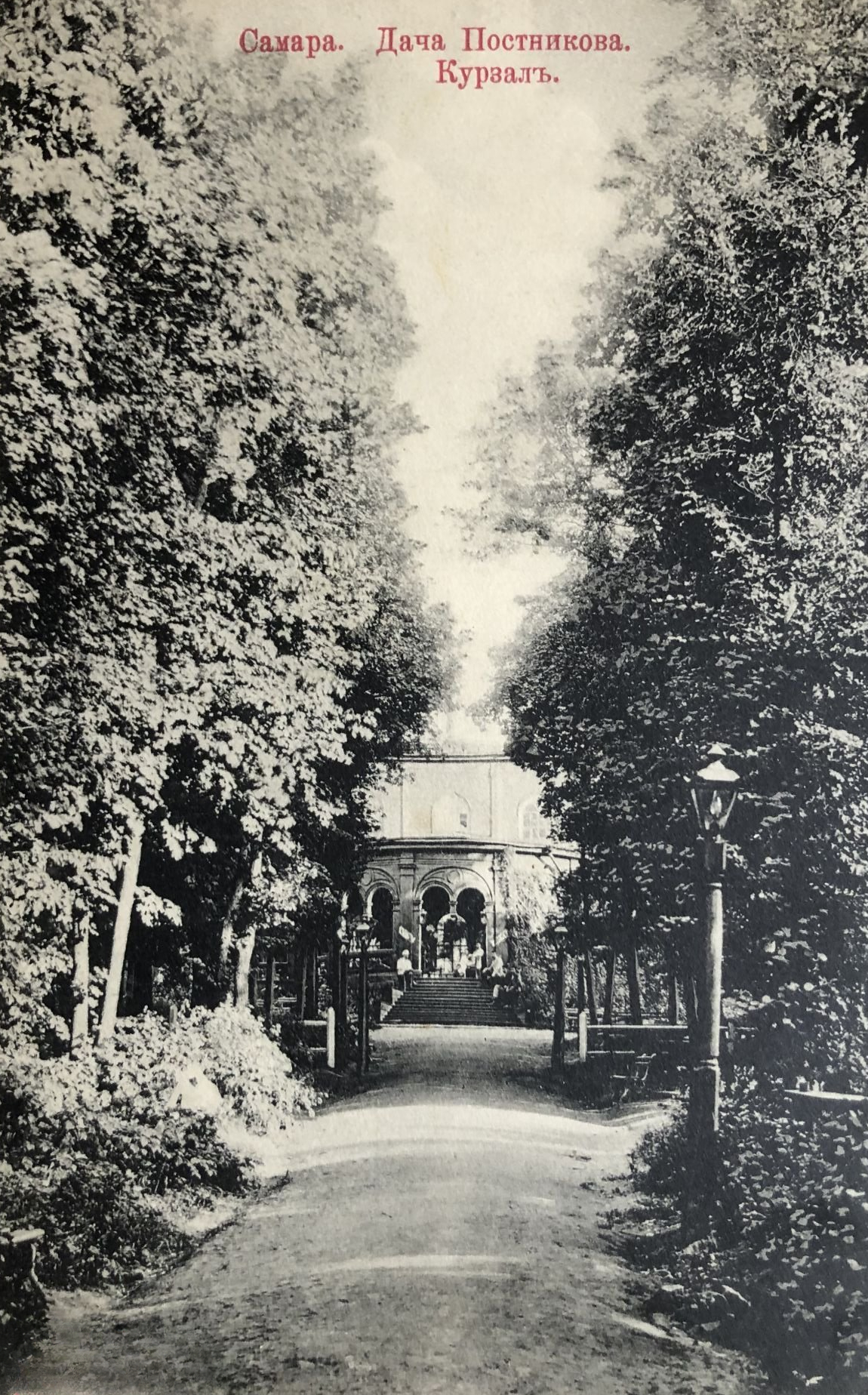
Дача Постникова — Курзал, начало XX века

По́стников овра́г — овраг на левом берегу Волги в Октябрьском районе города Самары. Вдоль оврага проходит улица Постников Овраг.

## История
До конца XIX века место называлось Винный овраг (по другим данным — Вишнёвый).
5 мая 1858 года в шести километрах от города, в Винном овраге было открыто кумысолечебное заведение земского врача Нестора Постникова. С тех пор это место называлось Постников овраг.
В 1919 году кумысолечебница Постникова преобразована в детский туберкулёзный санаторий имени Коминтерна, в 1925 году преобразованный в Самарский туберкулёзный диспансер губздравотдела. Ныне это Государственное бюджетное учреждение здравоохранения «Самарский областной клинический противотуберкулезный диспансер имени Н. В. Постникова».
В 1925 году был переименован в овраг Подпольщиков на том основании, что здесь проводились маёвки подпольщиков. Другая популярная версия происхождения этого названия — обилие самовольных построек на территории оврага в 1930—1940-х годах.
Историческое название было возвращено в 2007 году решением главы городского округа Самара Виктора Тархова.

## Транспорт
В начале XX века Постников овраг, хотя и находился за чертой города, был настолько популярным местом, что к нему проложили маршрут конки, а затем и трамвая. В настоящее время близ Постникова оврага находится одноимённая станция трамвая (с трамвайным кольцом и диспетчерским пунктом).
Трамвай
Маршруты: 2, 4, 5, 13, 20к, 18, 20, 22, 23.
Автобусы и маршрутные такси
Маршруты: 50, 61, 261, 397.
Основной транспортной магистралью, связывающей Постников овраг с другими частями города, является улица Ново-Садовая. Трамвайные пути, идущие по ул. Врубеля, связывают Постников овраг с Московским шоссе. Существует также проект продления улицы XXII Партсъезда от Московского шоссе до Постникова оврага.

## Здания и сооружения
- Армянская Апостольская церковь Святого Креста «Сурб Хач» (Ново-Садовая улица)
- Самарский зоопарк. Ново-Садовая улица, 146
- Самарский областной противотуберкулезный диспансер им. Постникова. Ново-Садовая, 154[6]
- Самарская областная клиническая станция переливания крови. Ново-Садовая, 156[7]